# Titolot llorigat
El titolot llorigat (Nezumia loricata) és una espècie de peix de la família dels macrúrids i de l'ordre dels gadiformes.

## Morfologia
- Els mascles poden assolir 30 cm de llargària total.[6][7]

## Subespècies
- Nezumia loricata loricata (a les Illes Galápagos)[8]
- Nezumia loricata atomos (a Xile)[9]

## Hàbitat
És un peix d'aigües profundes que viu entre 600-1500 m de fondària.

## Distribució geogràfica
Es troba a l'Austràlia temperada, les Illes Galápagos i el Xile central.